# Huntingdon
Huntingdon je historické městečko v hrabství Cambridgeshire v Anglii. Městská práva získalo od anglického krále Jana Bezzemka v roce 1205. Proslulo jako rodiště Olivera Cromwella (1599), který v 17. století právě toto město zastupoval v londýnském parlamentu. Poslancem za Huntingdon byl také bývalý předseda vlády Spojeného království za Konzervativní stranu (1990–1997) John Major, a to od všeobecných voleb v roce 1979 do odchodu do důchodu v roce 2001.

## Zdějin

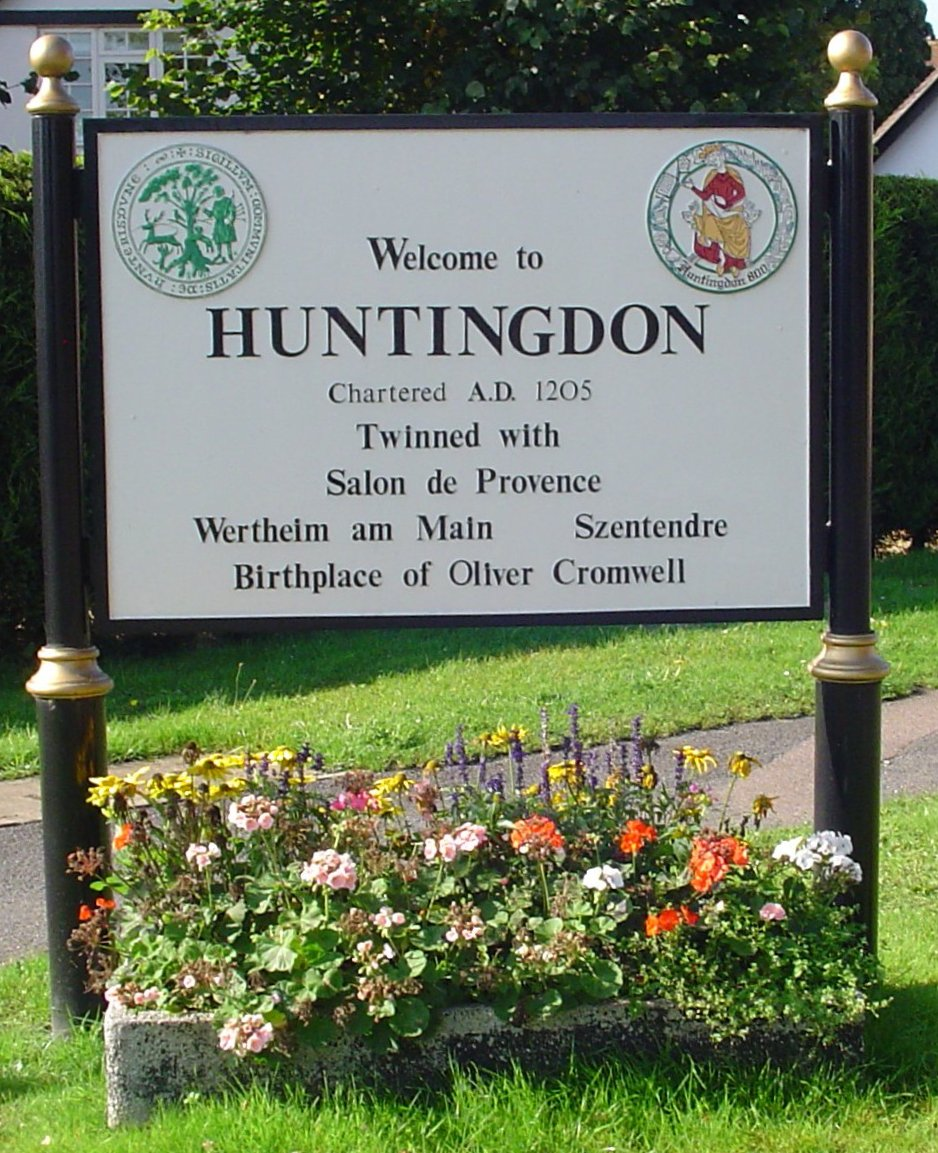
Huntingdon vítá návštěvníky

Huntingdon založili Anglosasové a Dánové. Zmiňuje se o něm Anglosaská kronika; zřejmě právě odtud Dánové vyráželi na nájezdy mimo království Východní Anglie do roku 917, kdy se přesunuli do Tempsfordu, než je na hlavu porazil Eduard I. Starší. Městečko prosperovalo díky mostu přes řeku Ouse a městským trhům. Ve století 18. a 19. zde u hotelu U Jiřího stavěly dostavníky. Dobře se tu zachoval středověký most ze 14. století, který město Huntingdon spojuje s Godmanchesterem, někdejším římským městem Durovigutum. Až do roku 1975, kdy byla postavena silnice A14, přes tento most vedla do Godmanchesteru jediná přístupová cesta. Bezpečnost kraje kdysi zajišťoval Huntingdonský hrad, z něhož zbyl pouze val.
V roce 1746 vypěstovali botanikové Wood a Ingram z blízkého Bramptonu kultivar jilmu Ulmus × hollandica 'Vegeta', nazvaný podle města Huntingdonský jilm.
Původní dokumenty z historie Huntingdonu, včetně zmíněné listiny z roku 1205, chová archiv ve městě.
Dne 23. listopadu 1981 byl Huntingdon zasažen tornádem, které v centru způsobilo větší škody.
Mezi nádražím a starou budovou nemocnice stojí od 90. let 20. století replika děla. Nahrazuje původní exemplář z krymské války, který tam byl do druhé světové války, kdy jeho kov použili pro válečné účely. Replika je proti původnímu stavu otočena obráceně.

### Hotel UJiřího
Hotel U Jiřího (George Hotel) na rohu ulice High Street a George Street býval hostinec, kde měli koně pro potřeby doručovatelů pošty nebo pro cestující. Pojmenován byl v roce 1574 podle sv. Jiřího a přibližně o 25 let později ho koupil Jindřich Cromwell, praotec Olivera Cromwella. V polovině 19. století dvě křídla domu zničil požár, ale dvě se zachovala, včetně toho s balkonem s výhledem na dvůr. Od roku 1959 se právě tam pořádají představení Shakespearových her.

### Cromwellovo muzeum

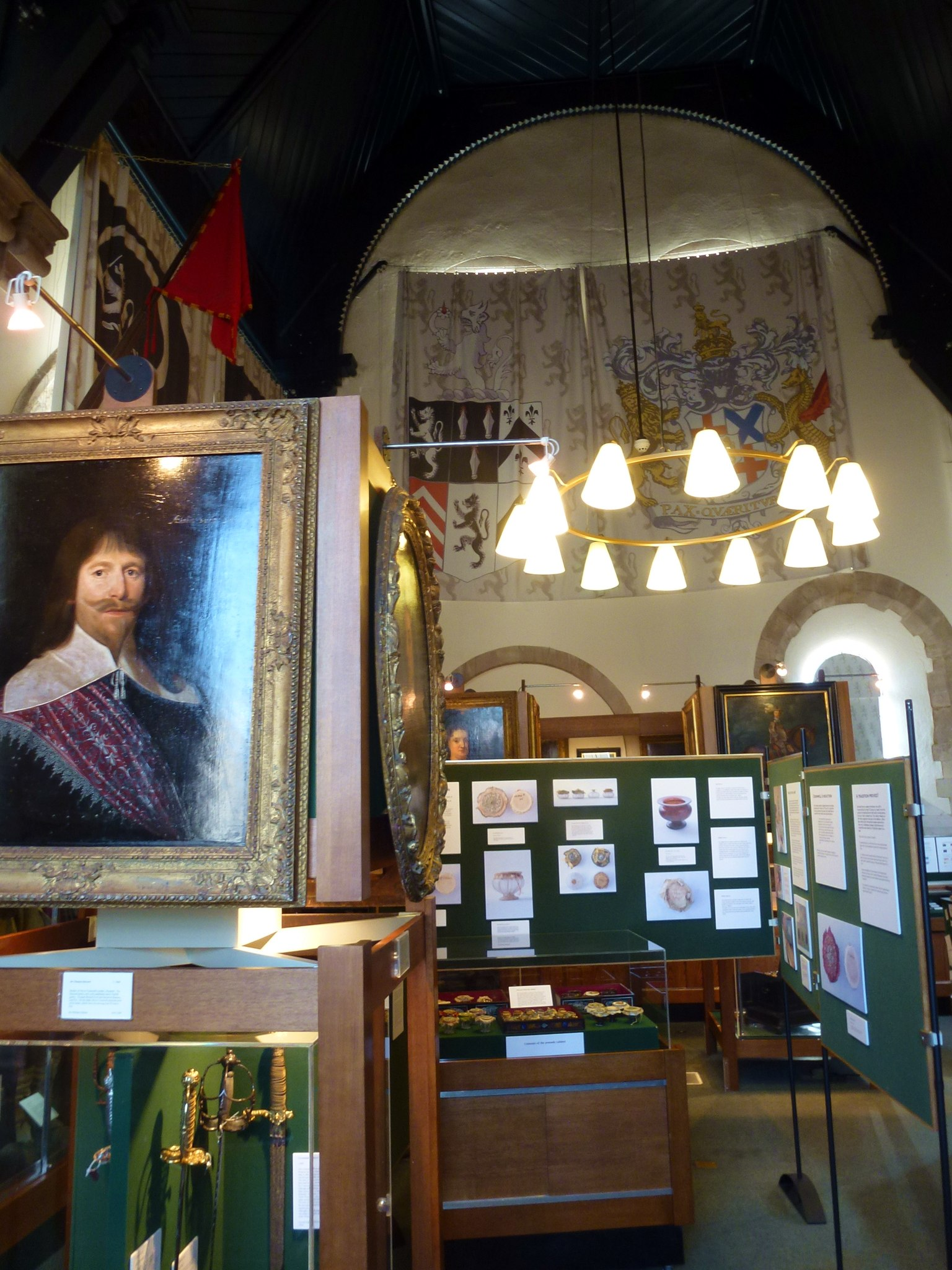
Muzeum Olivera Cromwella

Oliver Cromwell, nejmocnější Brit své doby, se v Huntingdonu narodil a chodil do školy, v níž bylo zřízeno jeho muzeum. Tuto na světě nejlepší sbírku památek na něho tvoří téměř 700 exponátů, včetně portrétů, oděvů, miniatur, zbraní, historických dokumentů, které napsal sám, nebo které byly napsány o něm, a jedné z jeho posmrtných masek.

## Správa
Huntingdon má městskou radu, která se skládá z 24 členů. Volby do místního zastupitelstva se jako jinde v Anglii konají každé čtyři roky. Dva z radních vykonávají funkci starosty a místostarosty. Městská rada se za normálních okolností schází jednou za měsíc na radnici.

## Poloha města, příroda

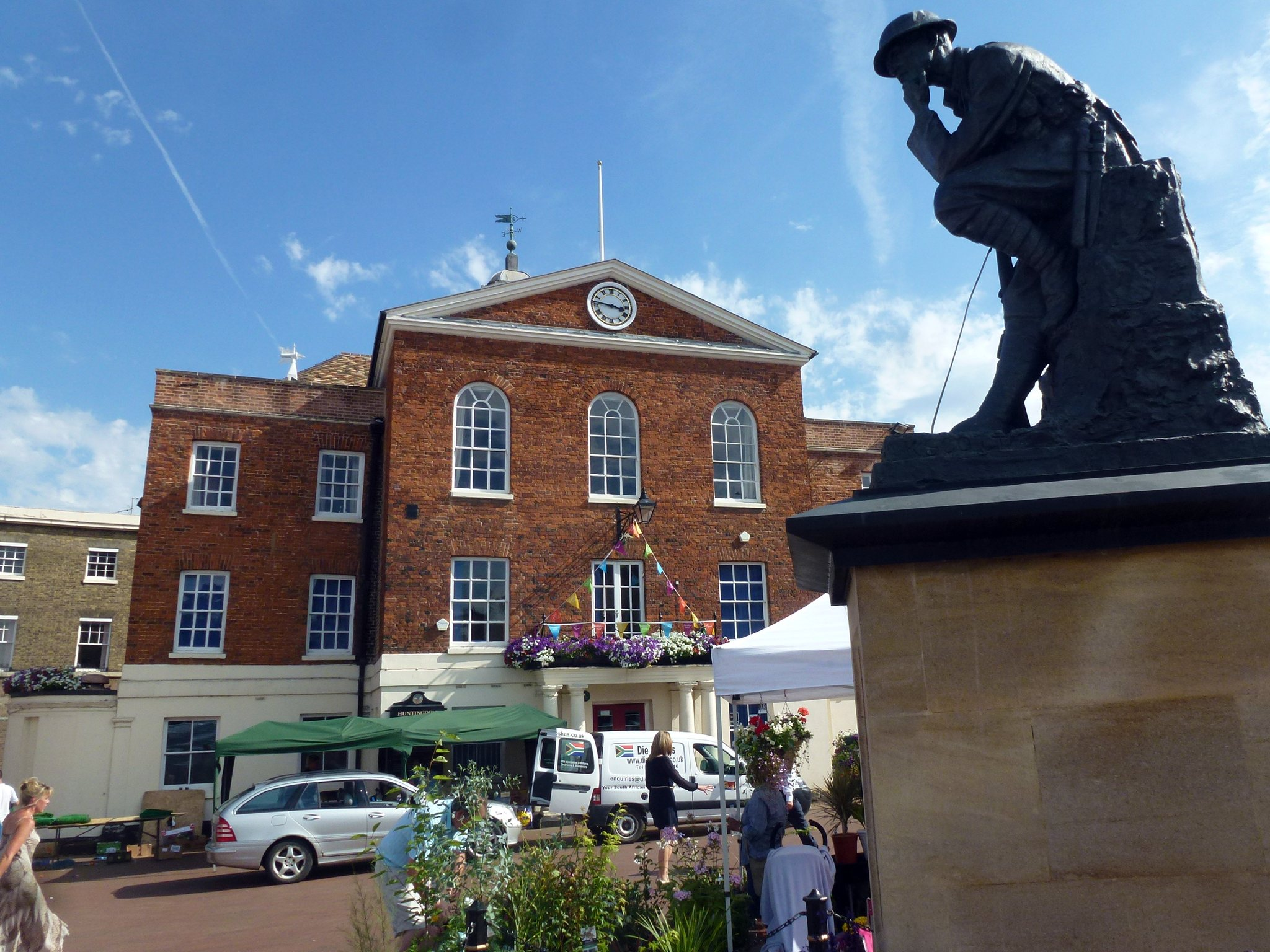
Stará radnice a Zamyšlený voják, válečný pomník na náměstí Market Square

Město leží na severním břehu řeky Ouse proti Godmanchesteru a blízko města St Ives na východě a vesnice Brampton na západě. K Huntingdonu byla připojena vesnice Hartford na východě a Oxmoor, Stukeley Meadows a Hinchingbrooke na severu a na západě. Mezi Godmanchesterem, Huntingdonem a Bramptonem leží Portholme Meadow – největší louka v Anglii. Rozkládá se na ploše přibližně 1 km² a roste na ní mnoho vzácných rostlin; nikde jinde se v Británii smetanka bahenní (Taraxacum palustre) nevyskytuje. Louka se také osvědčuje jako přirozená nádrž, která v době záplav dokáže zadržet vodu, čímž pomáhá pomalejšímu odtoku vody v řece a brání zatopení blízkých měst. Také již sloužila jako závodiště pro koňské dostihy.

### Podnebí
Jako všude na Britských ostrovech je podnebí Huntingdonu mírné a přímořské, bez teplotních extrémů a s dešťových srážkami rozloženými rovnoměrně v průběhu celého roku. S 550 mm srážek za rok patří okolí Huntingdonu k nejsušším ve Spojeném království – průměrně 103.4 dnů v roce je zaznamenáno minimálně 1 mm deště. (Všechny zmíněné průměrné hodnoty se týkají období 1971–2000)

## Kostely
Ve městě bývalo kostelů víc, zůstaly čtyři anglikánské: kostel Všech svatých (blízko Market Square), Panny Marie (proti domu Pathfinder House), sv. Barnabáše (Oxmoor) and Všech svatých v Hartfordu. Metodistický kostel stojí v High Street.

## Sport
Ve městě hraje fotbalový klub Huntingdon Town F.C., v minulosti zde sídlil také závodní tým Lola Lola Cars

## Galerie

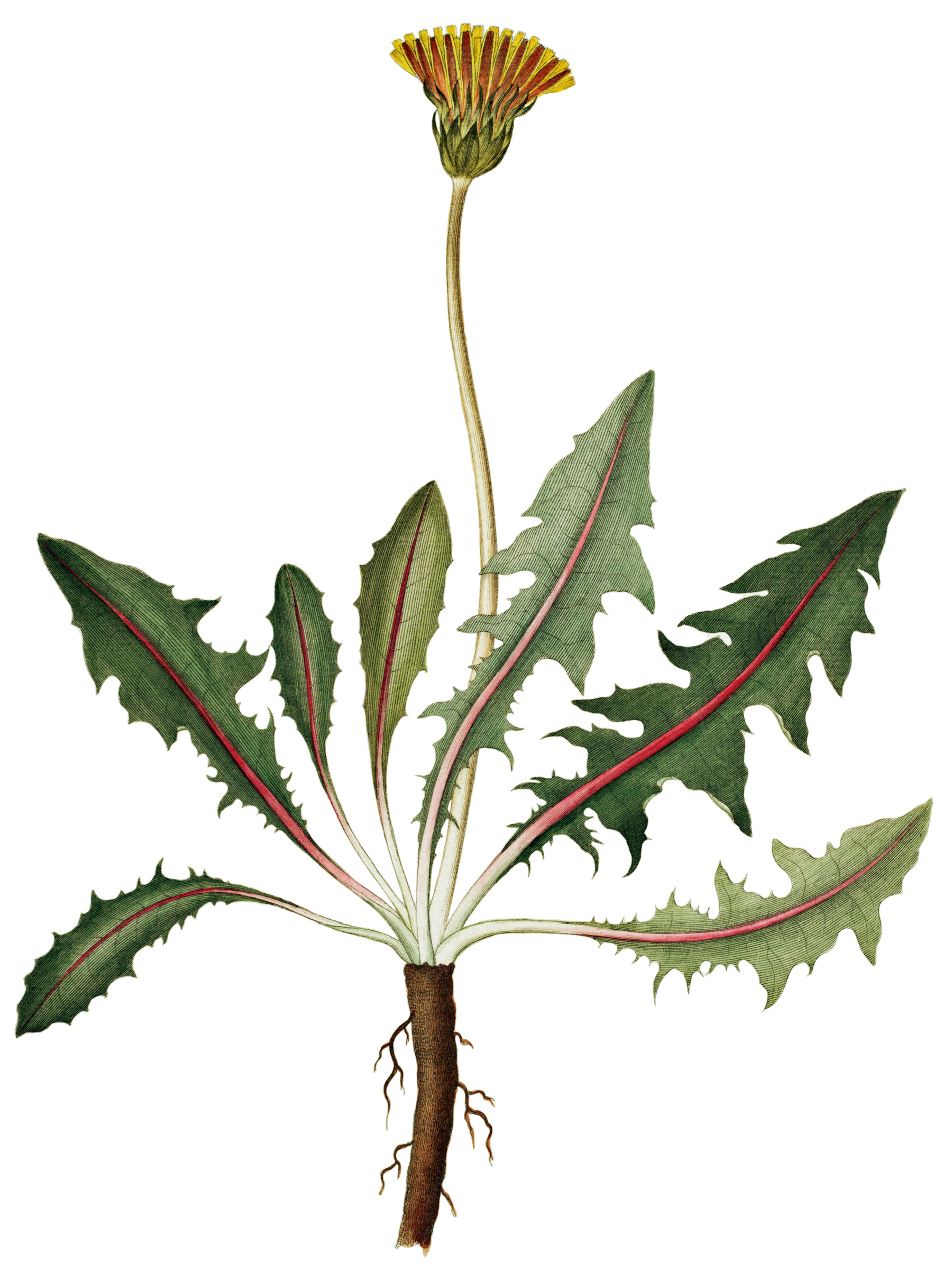
Smetanka bahenní
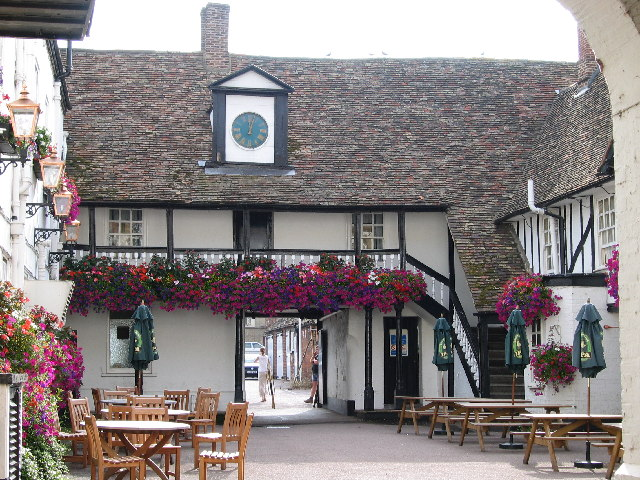
Hotel U Jiřího
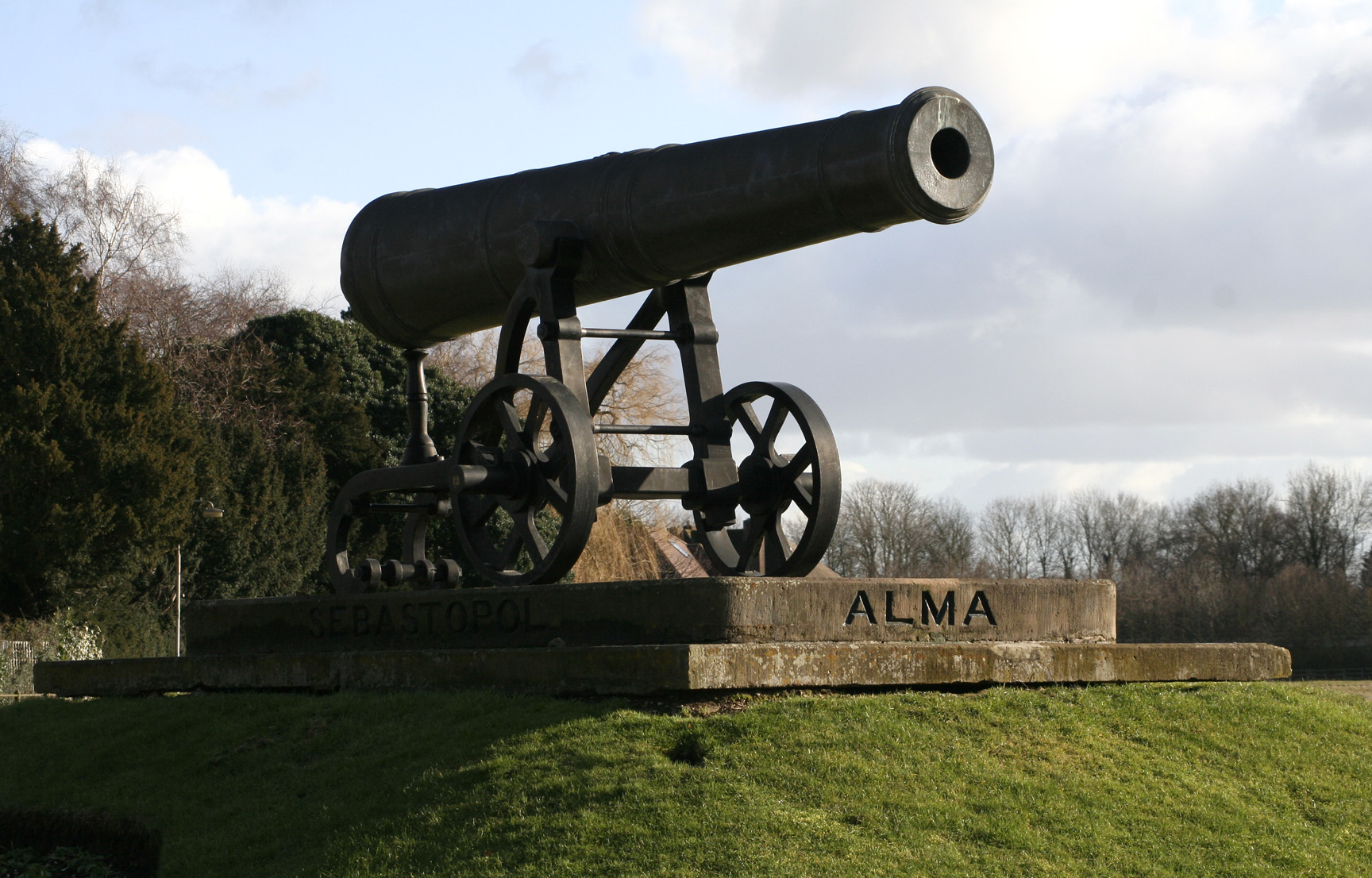
Sevastopolské dělo
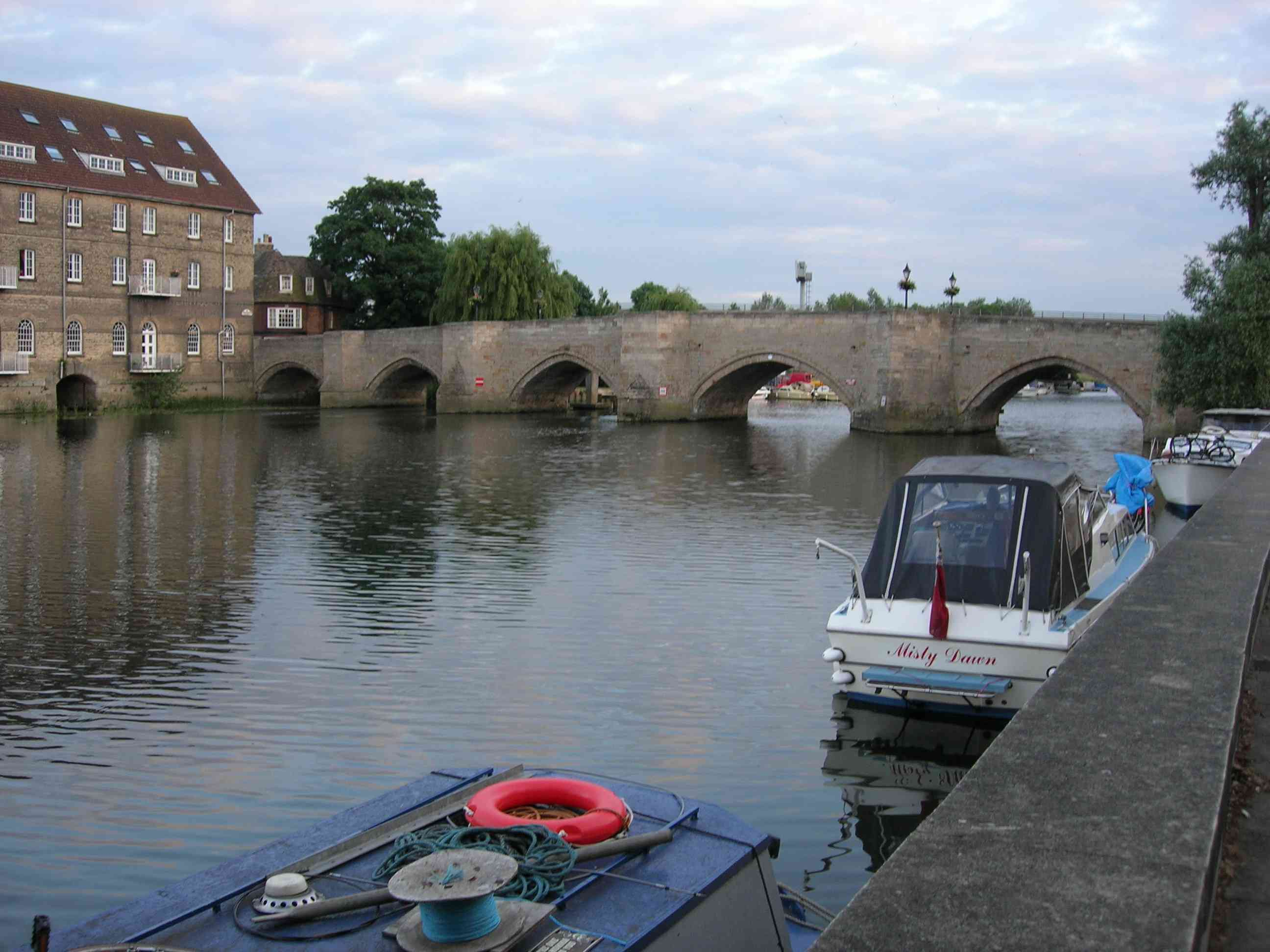
Řeka Ouse a středověký most